# Unterseeboot 527
L'Unterseeboot 527 (ou U-527) était un sous-marin allemand utilisé par la Kriegsmarine pendant la Seconde Guerre mondiale

## Historique
Après sa formation à Stettin dans la 4. Unterseebootsflottille jusqu'au 31 janvier 1943, L'U-527 est affecté dans une unité de combat à la base sous-marine de Lorient dans la 10. Unterseebootsflottille.
Lors d'une attaque contre un navire endommagé en remorque, l'U-527 subit une première attaque le 13 mai 1943 dans le Golfe de Gascogne par une corvette qui lui lance 15 charges de profondeur sans succès. L'U-Boot s'échappe.
L'U-527 est coulé le 23 juillet 1943 dans l'Atlantique centre au sud des Açores à la position géographique de 35° 25′ N, 27° 56′ O par des charges de profondeurs lancées d'avions Grumman TBF Avenger de l'escadrille VC-9 du porte-avions d'escorte américain USS Bogue.
 
40 hommes d'équipage meurent dans cette attaque. Il y a 13 survivants.

## Affectations successives
- 4. Unterseebootsflottille du 2 septembre 1942 au 31 janvier 1943
- 10. Unterseebootsflottille du 1er février 1943 au 23 juillet 1943

## Commandement
- Kapitänleutnant Herbert Uhlig du 2 septembre 1942 au 23 juillet 1943

## Navires coulés
L'U-527 a coulé 1 navire marchand de 5 242 tonneaux, ainsi qu'un navire de guerre de 291 tonnes et endommagé 1 navire marchand de 5 848 tonneaux au cours des 2 patrouilles qu'il effectua.

## Sources
- U-527 sur Uboat.net